# マグカアガウ
『マグカアガウ』（タガログ語: Magkaagaw）は、フィリピンのテレビドラマ。 GMAネットワークで2019年10月21日に初公開された。

## 登場人物
ベロニカ「ヴェロン」トラルバ・サントス
演：シェリル・クルス
ローラ・ラミレス・サントス
演：サンシャイン・ディゾン
クラリス・サントス・アルモンテ
演：クレア・ピネダ
ジオ・アルモンテ
演：ジェリック・ゴンザレス